# Aelurillus faragallai
Aelurillus faragallai är en spindelart som beskrevs av Prószynski 1993. Aelurillus faragallai ingår i släktet Aelurillus och familjen hoppspindlar. Inga underarter finns listade i Catalogue of Life.